# Jan Socha (naukowiec)
Jan Franciszek Socha (ur. 9 grudnia 1928 w Poznaniu, zm. 28 grudnia 2024) – polski naukowiec, specjalista w zakresie inżynierii materiałowej, pracownik Instytutu Mechaniki Precyzyjnej.

## Życiorys
W 1952 ukończył studia na Uniwersytecie Warszawskim, pracę doktorską obronił w 1961 na Politechnice Warszawskiej. Od 1963 pracował w Instytucie Mechaniki Precyzyjnej. Tam w 1973 został mianowany docentem, w 1978 uzyskał stopień doktora habilitowanego, w 1991 stanowisko profesora.
Zajmował się elektrochemią techniczną, galwanotechniką i ochroną przed korozją.
W 1984 został odznaczony Krzyżem Kawalerskim Orderu Odrodzenia Polski.
Pochowany na cmentarzu Bródnowskim w Warszawie (kwatera 76A-4-19).